# 13 липня
13 липня — 194-й день року (195-й у високосні роки) в григоріанському календарі. До кінця року залишається 171 день.

## Свята і пам'ятні дні

### Національні
- Італія: Фестиваль Сан-Фермін. (з 7 по 14 липня)
- Казахстан: День Комітету національної безпеки Казахстану.
- Сербія: День міжнародного визнання Сербії
- США:
  - (штат Теннессі): День Натана Форреста.
  - День картоплі фрі.
- Чорногорія: День державності Чорногорії. (1878)
- Пакистан: День мучеників Кашміру. (1931)
- Аргентина:
  - День працівників електроенергетики. (Día del Trabajador de la Energía Eléctrica)
  - Національний день телекомунікацій. (Día Nacional de las Telecomunicaciones (1992)

### Релігійні
Католицизм
- День Святого Сільвана.
- День Святого Ромейського Імператора Генріха.
- День Святої Клелії Барб'єрі.

Православ'я
- Собор архангела Гавриїла.
- Преподобного Стефана Саваїта.
- Святителя Юліана, єпископа Кеноманійського.
- Мученика  Серапіона.
- Мученика Маркіана.
- Прославлення святителя Софронія, єпископа Іркутського.

Бахаїзм
- Свято Дев'ятнадцятого Дня місяця Калімат

Буддизм
- Свято Бон

### Іменини
✙ Православні: Гавриїл, Степан, Юліан, Маркіян
✝  Католицькі: Ернест, Якуб

## Події
- 1260 — Відбулася битва біля озера Дурбе. Армія Тевтонського Ордена зазнала найбільшої поразки в XIII столітті (150 лицарів загинули) від військ жемайтів.
- 1728 — Данський морський офіцер на російській військово-морській службі Вітус Беринг вирушив в плавання з Камчатки на північ для відкриття протоки між Америкою і Азією
- 1772 — Британський мореплавець Джеймс Кук почав перше в історії навколосвітнє плавання із заходу на схід.
- 1837 — Королева Вікторія переїхала в Букінгемський палац, який став основною резиденцією королів Великої Британії.
- 1839 — Грошова реформа в Російській імперії, здійснена міністром фінансів Є. Ф. Канкріним: введення розрахунку на срібло шляхом девальвації.
- 1841 — Укладення конвенції між Російською імперією, Великою Британією, Королівством Франція, Королівством Пруссія і Османською імперією про заборону військовим суднам іноземних держав входити в протоки Босфор і Дарданелли.
- 1870 — Князь Отто фон Бісмарк, розіславши з Бад-Емса по дворах Європи телеграму з складеним ним в принизливому для Французької імперії дусі комюніке про минулі в цьому німецькому містечку переговори прусського короля Вільгельма I з французьким посланцем Вінсентом Бенедетті, здійснив свою знамениту і підступну провокацію, що увійшла до історії як «Емська депеша». Через 6 днів Французька імперія оголосила Королівству Пруссія війну, в якій вже в січні 1871 року зазнала поразки.
- 1885 — В Амстердамі відкритий Державний музей.
- 1897 — Гульєльмо Марконі отримав патент на радіо.
- 1908 — У Лондоні відкрилися IV Олімпійські ігри, де вперше взяли участь жінки
- 1920 — Створене товариство Червоного Хреста України.
- 1923 — Британський парламент схвалив внесений леді Астор закон, що забороняв продаж алкоголю особам, молодшим 18 років.
- 1930 — Початок першого чемпіонату світу з футболу в Уругваї.
- 1938 — Перший телетеатр відкрився в Бостоні. За 25 центів 200 глядачів могли протягом 45 хвилин спостерігати за шоу з піснями і танцями. Сама вистава відбувалась поверхом вище і передавалася вниз за допомогою телебачення.
- 1939 — Френк Сінатра записав свою першу платівку з піснею «From the Bottom of My Heart».
- 1944 — Завершення наймасштабнішої повітряно-десантної операції американсько-британських військ під час Другої світової війни — операції «Оверлорд» (висадка в Нормандії).
- 1944 — Початок битви під Бродами (між 13-м корпусом 4-ї танкової армії Вермахту, до складу якого входила українська 14-та гренадерська дивізія Ваффен СС «Галичина» — і радянськими військами т.зв. «1-го Українського фронту»).
- 1947 — У Парижі міністри закордонних справ європейських країн погодилися прийняти план відновлення Європи, який запропонував держсекретар США Джордж Маршалл. Від участі в конференції відмовилися країни радянського блоку і Фінляндія, але пропозиція їм приєднатися до плану пізніше залишалася в силі.
- 1949 — Папа Римський Пій XII оголосив, що будь-який католик, який свідомо і добровільно вступив в лави компартії або іншим чином підтримує її, буде відлучений від церкви.
- 1951 — В Лондоні закладенням першого каменя королевою Єлизаветою II почалося будівництво будівлі Королівського Національного Театру.
- 1956 — Закладений наріжний камінь «Кармеліта», першого на Близькому Сході метрополітену, розташованого в місті Хайфа, Ізраїль.
- 1964 — Китайська Народна Республіка звинуватила Хрущова у капіталістичних методах керування країною.
- 1966 — На екрани США вийшов фільм «Як украсти мільйон» з Одрі Гепберн і Пітером О'тулом в головних ролях.
- 1973 — Виходить перший альбом гурту «Queen».
- 1977 — почалася Огаденська війна.
- 1985 — В Лондоні і Філадельфії одночасно пройшли концерти «Live Aid» для допомоги голодаючих Африки. Організатором заходу був лідер групи «Boomtown Rats» Боб Гелдоф, який зумів привернути для участі таких зірок, як Мік Джаггер, Мадонна, Тіна Тернер, Пол Маккартні, Девід Бові, Боб Ділан. По телебаченню виставу дивилися більше півтора мільярда глядачів в 160 країнах. СРСР виявився чи не єдиною країною, що відмовилася від показу концерту.
- 1985 — на змаганнях в Парижі Сергій Бубка вперше подолав в стрибках з жердиною висоту 6 метрів.
- 1993 — У бою на 12-ій заставі Московського погранзагону (Таджикистан) загинуло 25 російських прикордонників.

## Народились
Дивись також Категорія:Народились 13 липня
- 1527 — Джон Ді, англійський математик і географ, королівський астролог, перший перекладач англійською мовою Евклідової «Геометрії».
- 1590 — Климент X (у світі Еміліо Бонавентура Альтьєрі), Папа римський (1670—76.
- 1608 — Фердинанд III Габсбург, імператор Священної римської імперії (із 1625 — король Угорщини, з 1627 — Чехії.
- 1773 — Ваккенродер Вільгельм Генріх, німецький письменник.
- 1808 — Патріс де Мак-Магон, президент Франції у 1873—79, маршал, герцог, який придушив Паризьку комуну.
- 1813 — Феофіл ван Гансен, австрійський архітектор данського походження, відомий своїми неокласичними проєктами у Відні та Афінах
- 1814 — Бханубхакта Ачарія, поет, реформатор непалі.
- 1826 — Станіслао Канніццаро, італійський учений, засновник сучасної хімії, розмежував поняття «атом» і «молекула».
- 1841 — Отто Вагнер, австрійський архітектор, майстер стилю модерн, основоположник сучасної європейської архітектури.
- 1874 — Марко Черемшина, український письменник.
- 1918 — Альберто Аскарі, італійський гонщик Формули-1, чемпіон світу у «Формулі-1» 1952 і 1953.
- 1919 — Хао Боцунь, китайський, тайванський генерал і політик, голова уряду Тайваня.
- 1922 — Марія Виноградова, кіноактриса.
- 1923 — Михайло Пуговкін, радянський кіноактор («Весілля в Малинівці», «Спортлото-82», «Іван Васильович змінює професію»).
- 1925 — Раїса Сергієнко, українська співачка (лірико-драматичне сопрано.
- 1933 — Олександр Канерштейн, радянський і український композитор, педагог, піаніст.
- 1934 — Воле Шоїнка, нігерійський письменник, лауреат Нобелівської премії 1986 року «за створення театру величезної культурної перспективи і поезії».
- 1938 — Мирослав Скорик, український композитор і музикознавець, Герой України, лауреат Шевченківської премії.
- 1939 — Павло Мовчан, український письменник, народний депутат України.
- 1940 — Іван Сокульський, український поет, правозахисник, громадський діяч, член Української гельсінської групи з 1979, один із засновників НРУ та УРП на Дніпропетровщині.
- 1940 — Патрік Стюарт, американський актор.
- 1940 — Йосип Джунь, доктор фіз.-мат. наук
- 1941 — Ігор Кульчицький, радянський футболіст.
- 1941 — Перрен Жак (справжнє прізвище Сімоне), французький актор, режисер, кінопродюсер («Слідчий», «Тінь»).
- 1942 — Гаррісон Форд, американський актор («Зоряні війни», «Індіана Джонс», «Літак президента», «Втікач»).
- 1944 — Ерне Рубік, угорський винахідник; найвідоміший винахід — кубик Рубика.
- 1946 — Чіч Марін, американський кіноактор.
- 1951 — Марек Пекарчик, польський рок-вокаліст, лідер гурту «TSA».
- 1956 — Марк Мендоза, бас-гітарист американського гурту «Twisted Sister».
- 1957 — Тьєрі Бутсен, бельгійський автогонщик, пілот Формули-1.
- 1957 — Камерон Кроу, американський кіноежисер.
- 1963 — Вадим Козаченко, співак.
- 1967 — Бенні Бенассі, італійський діджей.
- 1974 — Ярно Труллі, італійський автогонщик, пілот Формули-1.
- 1976 — Олег Сенцов, український кінорежисер, сценарист та письменник, громадський активіст.
- 1983 — Лю Сян, китайський легкоатлет.
- 1988 — Хе Пінпін, найменша людина у світі, зростом трохи більше 74 сантиметрів.
- 1993 — Натан Ло, студентський активіст і політик у Гонконзі.

## Померли

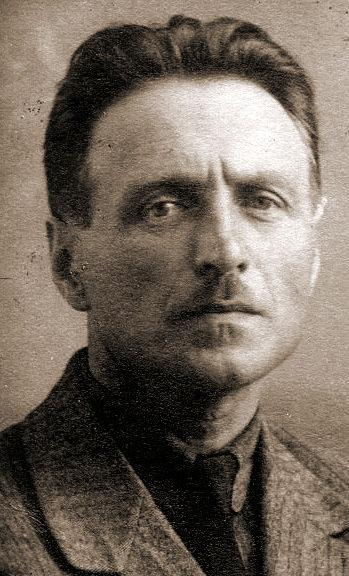
Михайло Бойчук

Дивись також Категорія:Померли 13 липня
- 939 — Лев VII, 127. папа Римський (3 січня 936 — 13 липня 939).
- 982 — Ландульф IV, князь Беневентський і князь Капуанський
- 1024 — Генріх II Святий, цісар.
- 1762 — Джеймс Бредлі, британський астроном.
- 1854 — Аббас I Хільмі, єгипетський віце-король, внук Мегемеда-Алі.
- 1868 — Костянтин Тишкевич, білоруський археолог.
- 1896 — Фрідріх Авґуст Кекуле фон Страдоніц, німецький хімік.
- 1912 — Марк-Еміль Рюше, швейцарський політик.
- 1921 — Габрієль Ліппман, французький фізик, лауреат Нобелівської премії 1908 року за розробку методу кольорової фотографії, заснованого на інтерференції світла; отримав першу кольорову фотографію сонячного спектру.
- 1923 — Асгер Хамерік, данський композитор, диригент.
- 1924 — Роберт Кідстон, британський палеоботанік.
- 1924 — Альфред Маршалл, британський економіст.
- 1929 — Костянтин Арабажин, латвійський, російський і український літературознавець, журналіст, письменник.
- 1931 — Володимир Арциховський, радянський ботанік, фізіолог рослин.
- 1937 — Михайло Бойчук, український художник, маляр-монументаліст, лідер групи «бойчукістів» (*1882), жертва сталінського терору.
- 1937 — Іван Липківський, український художник, представник школи «бойчукістів». Син українського релігійного діяча Василя Липківського. Обидва розстріляні органами НКВС СРСР.
- 1937 — Іван Орел-Орленко, український художник, представник школи «бойчукістів». Директор Харківського дому архітектора, жертва сталінського терору.
- 1937 — Іван Падалка, український художник та педагог. Учень Опанаса Сластіона та Михайла Бойчука, жертва сталінського терору.
- 1937 — Василь Седляр, український маляр-монументаліст, графік, художній критик, педагог, належав до групи «бойчукістів» (жертва сталінського терору.
- 1937 — Компей Сеґундо, кубинський фольк-музикант, член «Buena Vista Social Club».
- 1945 — Алла Назімова (справжнє ім'я Аделаїда Левентон), американська актриса і продюсерка українського походження, близька подруга Рудольфо Валентино.
- 1951 — Арнольд Шенберг, австрійський композитор, модерніст («Що уцілів з Варшави».
- 1954 — Фріда Кало, мексиканська художниця.
- 1956 — Володимир Захаров, композитор, народний артист СРСР.
- 1956 — Володимир Левицький, український математик, доктор філософії.
- 1965 — Антон Вальтер, український фізик, академік АН УРСР; 1932 року спільно з К. Д. Синельниковим, О. І. Лейпунським і Г. Д. Латишевим уперше в СРСР здійснив розщеплення атомного ядра штучно прискореними частинками.
- 1974 — Патрік Блекетт, британський фізик.
- 1996 — Браян Артур Селлік — британський анестезіолог.
- 2008 — Броніслав Геремек, польський історик і політик.
- 2014 — Лорін Маазель, американський диригент і скрипаль.
- 2017 — Лю Сяобо, китайський правозахисник, Лауреат Нобелівської премії миру.